# Dhora Leka
Dhora Leka (* 23. Februar 1923 in Korça; † 27. Dezember 2006 in Tirana) war eine albanische Komponistin, Partisanin und politische Gefangene.

## Leben
Nachdem sie 1942 eine Ausbildung am Pädagogischen Institut für Frauen „Nëna Mbretëreshë“ in Tirana abgeschlossen hatte, erhielt Dhora Leka eine Anstellung als Lehrerin in Plasa bei Korça. Kurz darauf gab sie diese auf, um sich der albanischen Widerstandsbewegung gegen die italienische Besatzung und ab September 1943 gegen die deutsche Besatzung anzuschließen. Ebenfalls 1942 trat sie in die erst im Jahr zuvor gegründete Kommunistische Partei Albaniens ein. Sie stieg in den Rang eines Hauptmanns der Nationalen Befreiungsarmee auf und erlangte Popularität durch die Komposition von bald beliebten Partisanenliedern wie Kushtrimi i lirisë, Rini, rini und Në ato maja rripa-rripa.
In der Phase der Anlehnung Albaniens an die Sowjetunion studierte Leka von 1948 bis 1953 wie mehrere ihrer Landsleute am Moskauer Tschaikowsky-Konservatorium. Die in dieser Zeit komponierte Ouvertüre nach drei albanischen Volksmelodien wurde durch das Moskauer Rundfunk-Sinfonieorchester aufgeführt. Ihre Kantate für Albanien, mein Heimatland wurde anlässlich des zehnten Jahrestages der Befreiung von der Okkupation in Tirana gespielt. Nach der Rückkehr aus der UdSSR wurde sie Professorin am Kunstlyzeum „Jordan Misja“ in Tirana und 1954 zur Sekretärin des Albanischen Verbandes der Schriftsteller und Künstler gewählt. Für kurze Zeit war sie mit ihrem Komponistenkollegen Çesk Zadeja verheiratet. 
Als die Zeit ihrer politischen Verfolgung begann, musste sich dieser von ihr scheiden lassen. 1956 wurde sie im Rahmen von Säuberungsaktionen gegen Sympathisanten der poststalinistischen Sowjetunion und Kritiker der Hoxha-Diktatur aus der Partei und dem Künstlerverband ausgeschlossen. Teile ihres künstlerischen Schaffens wurden vernichtet. Ihre Verurteilung zum Tod wurde in eine lebenslängliche Gefängnisstrafe verbunden mit schwerer Zwangsarbeit umgewandelt. 1963 wurde sie aus der Haft entlassen, in der Folge war sie jedoch in der Myzeqe-Ebene im Gebiet zwischen den Städten Berat, Lushnja und Fier interniert. 
Erst nach dem Rücktritt der kommunistischen Regierung konnte sie sich 1991 wieder in Tirana niederlassen. Ab dieser Zeit wurde sie auch wieder regelmäßig kompositorisch aktiv. Im folgenden Jahr erhielt sie den Titel Künstlerin des Volkes. Außerdem wurde ihr die Ehrenmitgliedschaft des Albanischen Musikrates verliehen. 1996 gründete sie die Dhora-Leka-Stiftung, welche die Unterstützung von Musikern, Musikerinnen und jungen Talenten in Albanien zum Ziel hat. 1998 publizierte sie eine Gedichtsammlung mit dem Titel Këngë në shtrëngatë (Lieder in schwierigen Zeiten). 
Anlässlich des Gedenkens an den 100. Geburtstag erfolgten 2023 in Albanien Konzerte und Dokumentationen zu ihrer Würdigung. 2024 publizierte der Musikologe Vasil S. Tole die erste Monographie über die Komponistin.

## Werke (Auswahl)

### Kompositionen
- Zwölf Partisanenlieder (1942–1945)
- Ouvertüre nach drei albanischen Volksmelodien für Sinfonieorchester (1952)
- Kantate für Albanien, mein Heimatland (1953)
- Përtacët. Musikkomödie für Kinder, Libretto: Kolë Jakova (1954)
- Piccola fantasia (1957)
- Ballade für Violine und Klavier (1992)
- Sinfonischer Tanz (1993)
- Streichquartett (1994)
- Ode an Mutter Teresa (1994)
- Fanfarat e lirisë für Streichorchester (1995)
- Tänze nach Volksthemen für Sinfonieorchester (1996)
- Improvisus für Violoncello solo (1999)
- Një jetë me stuhi (Ein stürmisches Leben). Oper nach einem Roman von Ali Abdihoxha

### Dichtung
- Këngë në shtrëngatë (Lieder in schwierigen Zeiten; Gedichtsammlung 1994, publ. 1998)